# Provincia ecclesiastica
Una provincia ecclesiastica è un'unità del governo religioso, presente in alcune Chiese cristiane, che consiste nella dipendenza di varie diocesi o eparchie da un'arcidiocesi o arcieparchia, detta sede metropolitana. Il titolare a capo della provincia ecclesiastica ha il titolo di metropolita.

## Storia
Il titolo di metropolita nacque nelle Chiese d'Oriente come figura d'intermediazione tra vescovo e patriarca e fu reso ufficiale dal concilio di Nicea (325).
Nella chiesa d'Occidente il Papa venne considerato l'unico metropolita fino al V secolo quando, in Gallia e nell'Italia settentrionale, i vescovi delle principali città cominciarono a fregiarsi di questo titolo. Il compito principale del metropolita era quello di presiedere l'elezione dei vescovi della sua provincia e di ordinarli.

## Nella Chiesa latina

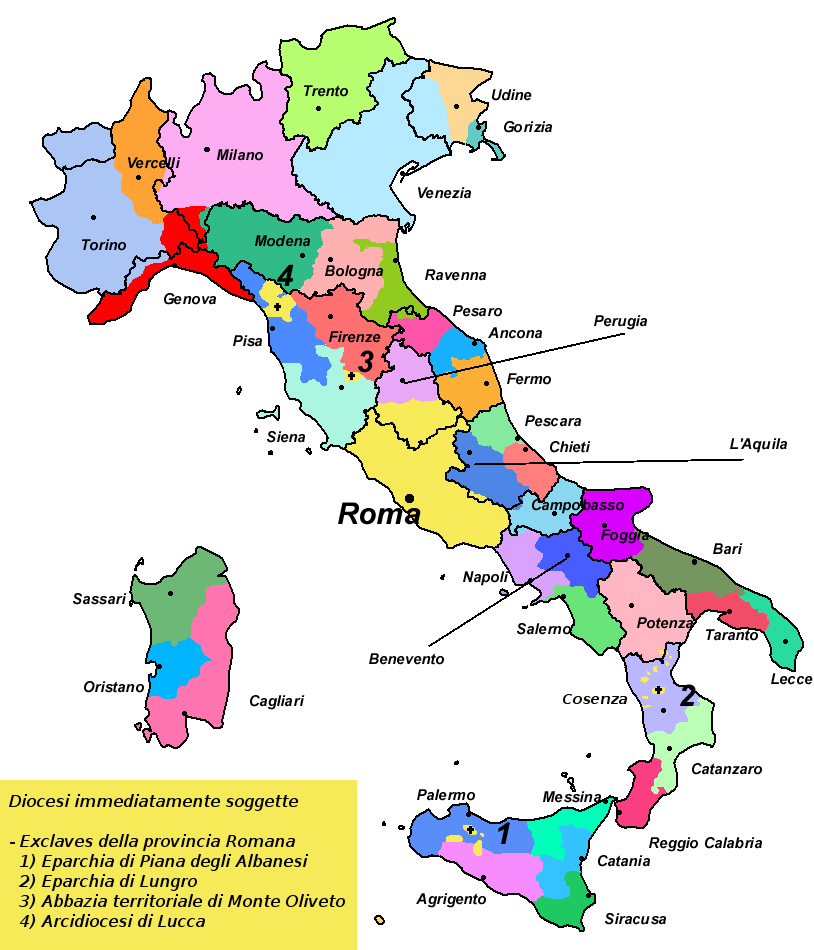
Province ecclesiastiche cattoliche dell'Italia

Nella Chiesa cattolica di rito latino, la provincia ecclesiastica è disciplinata dai canoni 431-446 del Codice di diritto canonico. Essa è costituita da una sede metropolitana e da una o più diocesi, dette suffraganee; a capo della provincia ecclesiastica vi è un arcivescovo metropolita. Tuttavia, per motivi storici, in alcuni casi la provincia ecclesiastica può comprendere la sola arcidiocesi metropolitana, senza suffraganee.
La provincia ecclesiastica in genere prende il medesimo nome della sede metropolitana. In alcuni rari casi invece il nome è dato dalla regione in cui si trova la provincia ecclesiastica: per esempio le province ecclesiastiche di Hidalgo, del Chiapas, della Bassa California e di Bajío in Messico hanno ciascuna un nome proprio diverso da quello delle rispettive sedi metropolitane, ossia Tulancingo, Tuxtla Gutiérrez, Tijuana e León.
I confini delle province non corrispondono sempre a fattori politici, come la divisione fra stati, almeno là dove esiste un sostrato culturale radicato storicamente come in Europa; negli Stati Uniti invece, le province si identificano con uno o più stati e seguono i loro confini (tranne California e Texas che hanno ognuno due province). Le province ecclesiastiche non sono una suddivisione territoriale delle regioni ecclesiastiche e sono da esse indipendenti.

### Funzioni
Anticamente, i vescovi di sedi suffraganee avevano obblighi di carattere canonico nei confronti del metropolita.
Dopo il Concilio Vaticano II, il rapporto tra sedi suffraganee e metropolitane è principalmente formale, testimone, tutt'al più, del legame storico che ha unito tra loro le varie sedi episcopali. Il Codice di diritto canonico assegna tuttavia al metropolita alcune limitate funzioni:
- vigilare sulla fede e la disciplina ecclesiastica, e informare il Pontefice romano degli abusi;
- effettuare, con il consenso della Sede Apostolica, la visita pastorale nel caso che il vescovo della diocesi suffraganea la trascuri;
- nominare l'amministratore della cattedra episcopale resasi vacante, qualora entro otto giorni il collegio dei consultori non sia riuscito a eleggerne uno e il papa non abbia nominato un amministratore apostolico.

Il can. 463 esclude espressamente che il metropolita abbia altre facoltà nelle diocesi suffraganee.
L'arcivescovo metropolita ha il diritto d'indossare il pallio nelle celebrazioni eucaristiche che si tengono in tutta la sua provincia ecclesiastica.

## Nelle Chiese ortodosse di rito bizantino
Nelle Chiese ortodosse di rito bizantino si è sviluppata una evoluzione nell'antica pratica di suddividere la propria Chiesa in province ecclesiastiche.
Le Chiese storiche, come gli antichi patriarcati di Costantinopoli, Antiochia, Gerusalemme e Alessandria, erano suddivise in province ecclesiastiche (talvolta chiamate eparchie), come documentano gli atti degli antichi concili ecumenici e le Notitiae Episcopatuum dei patriarcati di Costantinopoli e di Antiochia, le uniche giunte fino ai nostri giorni.
Nel tempo, la precedente autonomia amministrativa delle province ecclesiastiche originarie fu gradualmente e sistematicamente ridotta a favore dell'accentramento patriarcale. Anche l'antica pratica dei concili annuali dei vescovi provinciali, guidati dai loro metropoliti locali, fu abbandonata a favore di concili centralizzati, guidati da patriarchi e frequentati solo dai vescovi metropolitani.
Il sorgere di Chiese autocefale e di nuovi patriarcati ha accentuato questa tendenza, per cui oggi, per esempio, le Chiese ortodosse di Serbia, di Bulgaria e di Grecia non hanno province ecclesiastiche, ma sono organizzate ciascuna come un'unica provincia ecclesiastica, guidata dal proprio patriarca o arcivescovo.
Anche nel Patriarcato ecumenico di Costantinopoli non esistono più le province ecclesiastiche; l'ultima, quella di Tessalonica fu di fatto soppressa nel 1924, quando le sue 4 suffraganee furono elevate al rango di metropolie.
In questa situazione fa eccezione la Chiesa ortodossa rumena, che, al 2020, è suddivisa in 6 province ecclesiastiche, chiamate metropolie (in rumeno: Mitropolia), ciascuna guidata da un arcivescovo metropolita.

## Nella Chiesa anglicana
Nella Chiesa anglicana si considerano province di solito le Chiese nazionali, indifferentemente dal fatto che ci siano arcidiocesi.
La Chiesa d'Inghilterra, in continuità con la tradizione precedente lo scisma anglicano, divide la regione in due province sotto gli Arcivescovi di Canterbury e York, e usa il termine vescovo suffraganeo non per i vescovi delle diocesi nelle province, ma per i vescovi ausiliari di ogni diocesi (quest'uso era diffuso anche nella Chiesa cattolica).
Anche la Chiesa Anglicana d'Australia, la Chiesa Anglicana del Canada, la Chiesa d'Irlanda, la Chiesa di Nigeria e la Chiesa Episcopale degli Stati Uniti d'America sono divise in più province.